# Herona marathus
Herona marathus es una especie de lepidóptero de la familia Nymphalidae. Es originaria de la India.

## Descripción
Los adultos tienen de color marrón oscuro la parte de arriba con dos bandas discales amarillo o blanco en la proa y ala posterior. 

## Hábitos
Es muy común hasta los 1200 metros. en el área Darjeeling Sikkim. Más frecuente entre los 600-900 m. Es muy aficionado a las frutas más maduras. Visita los parches de encharcamiento. Según Haribal (1992), cuando se les molesta se inmovilizan con la cabeza hacia abajo y las alas cerca de los troncos de los árboles y por lo tanto perfectamente camuflado. Es muy difícil de atrapar o localizar en esta etapa. 

## Subespecies
- Herona marathus mathus;
- Herona marathus andamana Moore;
- Herona marathus angustata Moore, [1879];
- Herona marathus marathon Fruhstorfer, 1906;
- Herona marathus stellaris Tsukada, 1991.

## Galería

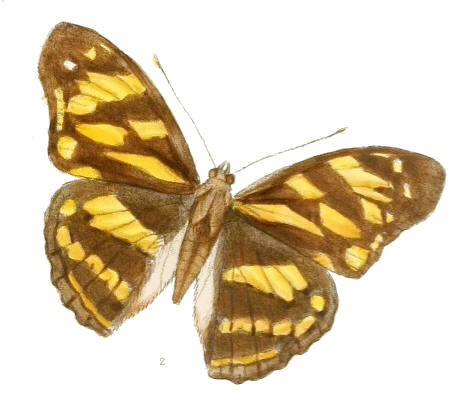
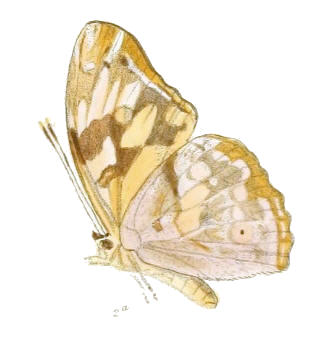
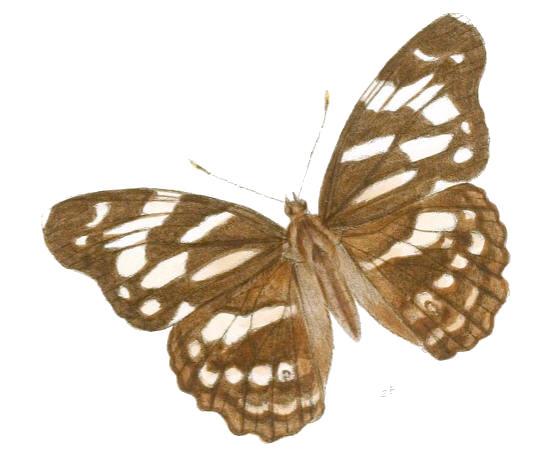
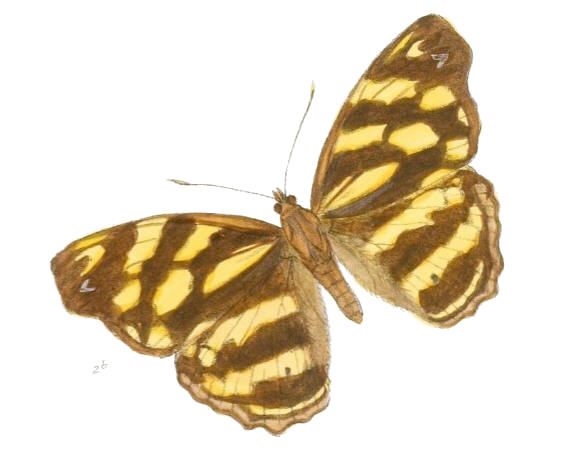
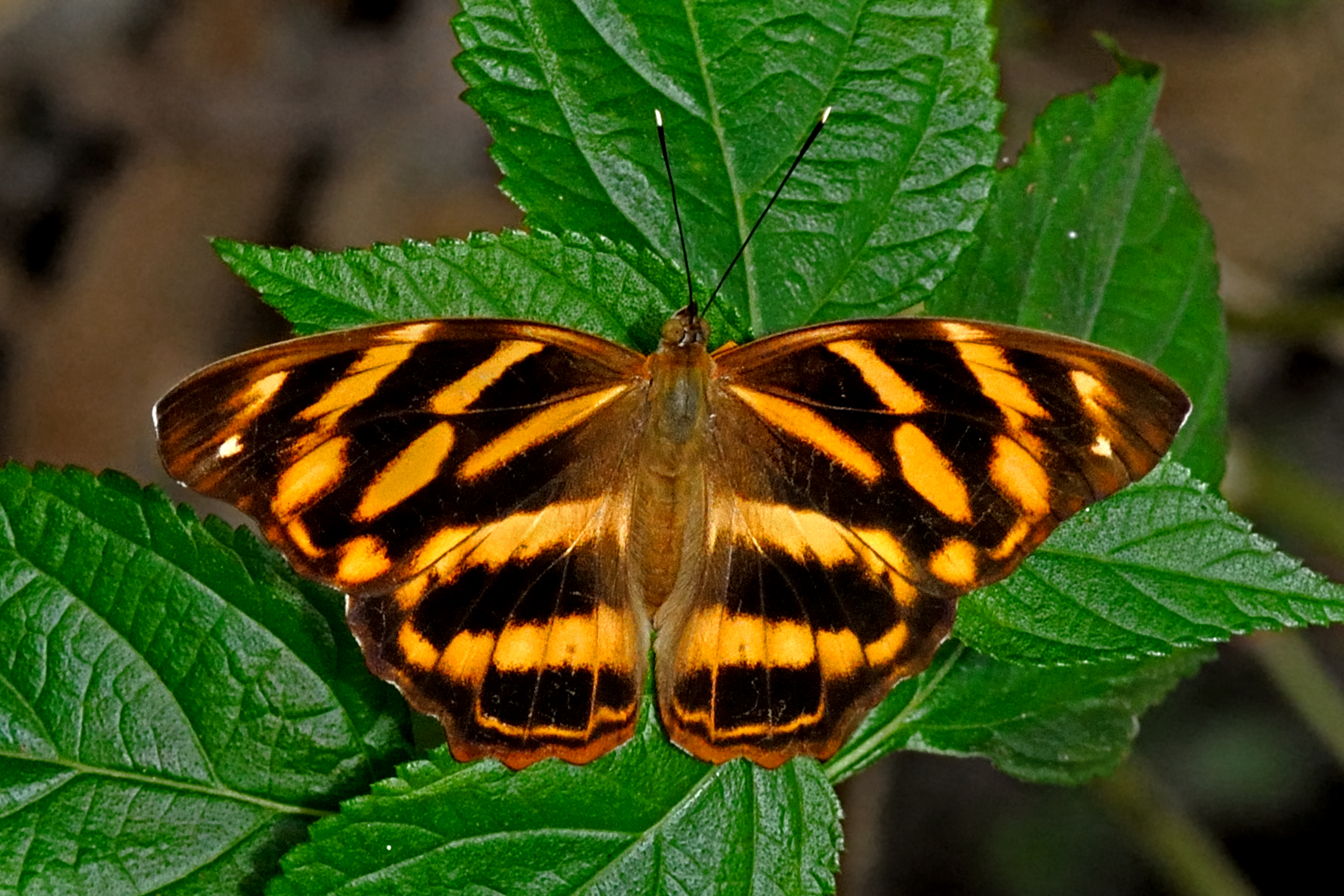